# Poliopastea alesa
Poliopastea alesa är en fjärilsart som beskrevs av Druce 1890. Poliopastea alesa ingår i släktet Poliopastea och familjen björnspinnare. Inga underarter finns listade i Catalogue of Life.